# アンリ・モニエ
アンリ・モニエ（Henry Bonaventure Monnier、1799年6月7日 - 1877年1月3日）は、フランスのイラストレーター、風刺画家、劇作家、俳優である。

## 略歴
パリで生まれた。パリのリセ・コンドルセ（当時の名称はリセ・ボナパルト）で学び、1816年に司法省(ministère de la Justice)の役人になった。1819年ころから仕事の余暇にアンヌ＝ルイ・ジロデ＝トリオゾンやアントワーヌ＝ジャン・グロの工房に通い絵を学んだ。1821年5月に役人の仕事に耐えられなくなり退職した。1921年に俳優の肖像版画を出版した。
1822年からロンドンに渡り、多色版画の技術を習得し、5年ほどイギリスに滞在しフランスに戻った。アレクサンドル・デュマやテオフィル・ゴーティエ、スタンダール、ウージェーヌ・シュー、プロスペル・メリメといった文学者たちと親しくなり、人気のある風刺画家になった。1827年から1832年まで同時代のパリの人々の生活を題材にした多くの版画集を出版し、劇作家としても働き始めた。
1834年にブリュッセルで、モネ劇場(ベルギー王立歌劇場)の女優のカロリーヌ・ペグシェ(Caroline Péguchet)と結婚した。
1850年代からは、執筆と演劇に専念し、1852年11月23日、パリ、オデオン帝国劇場にて『ジョゼフ・プリュドム氏の栄光と凋落』を上演、一躍パリの風物となった。1857年に、喜劇の代表作『ジョゼフ・プリュドム氏の回想』(Mémoires de Monsieur Joseph Prudhomme) 』を出版しブルジョアの俗物の典型な人物像を作り上げた。
1875年にアカデミー・フランセーズから文学の賞(Prix Vitet)を受賞し、没後の1879年にアカデミー・フランセーズから優れた演劇の関係者に贈られるモンバンヌ賞(Prix Monbinne)が未亡人に贈られた。
役人から風刺画家、作家になったアンリ・モニエの生涯は、オノレ・ド・バルザックの人間喜劇の1編、「平役人(Les Employés ou la Femme supérieure)」(1839年)の登場人物のモデルになったとされる。

## 美術作品

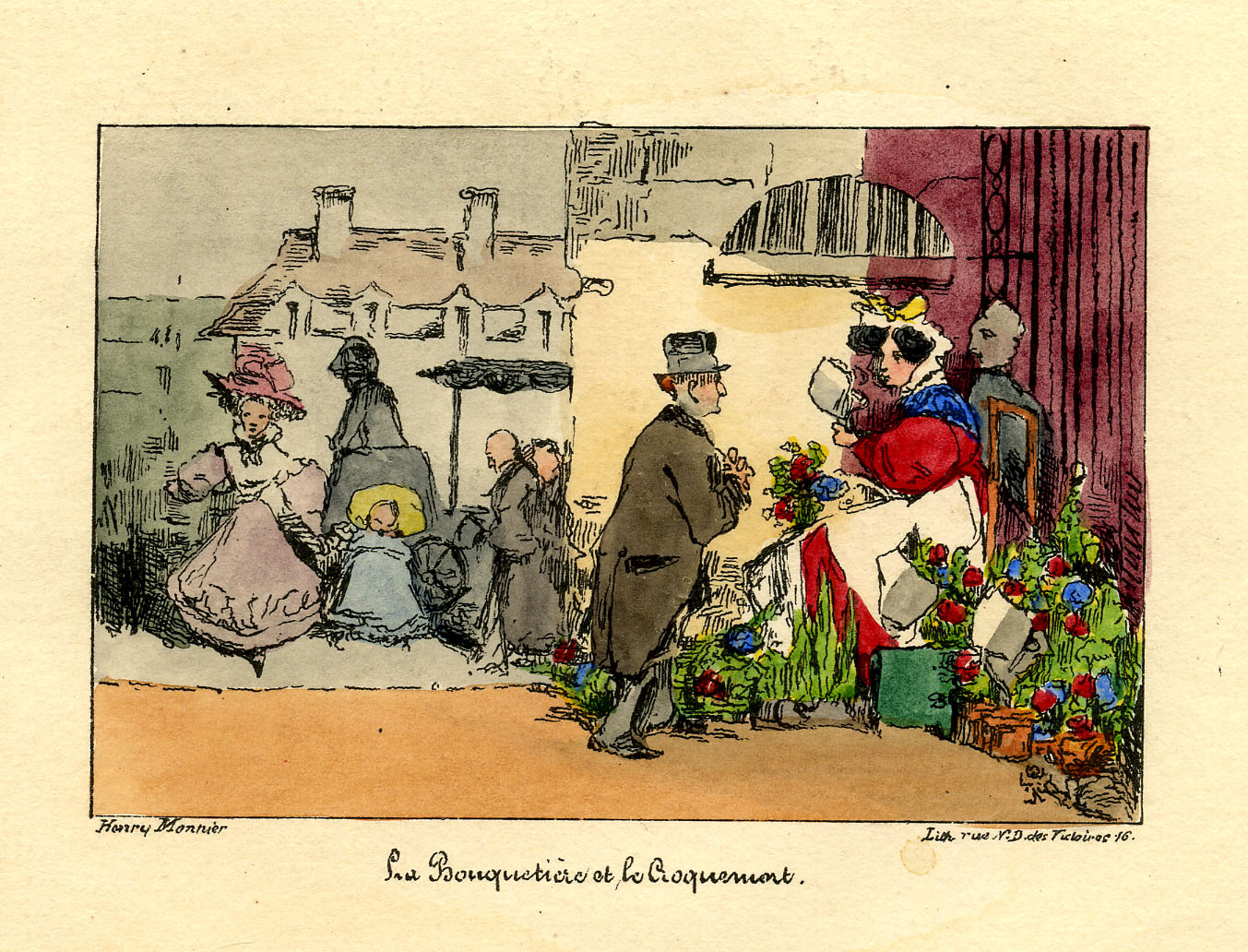
花売りと株仲買人
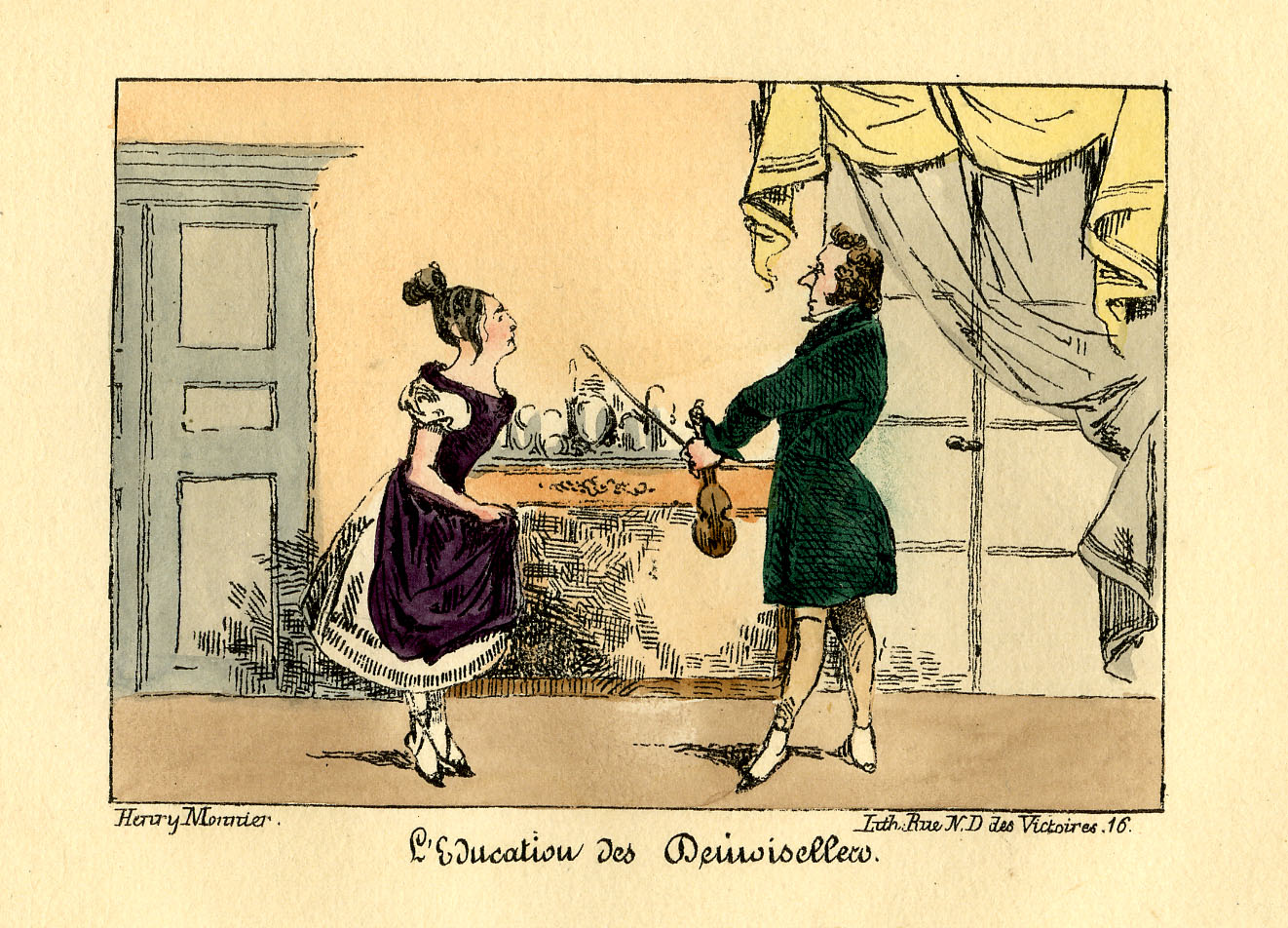
女性の音楽教育
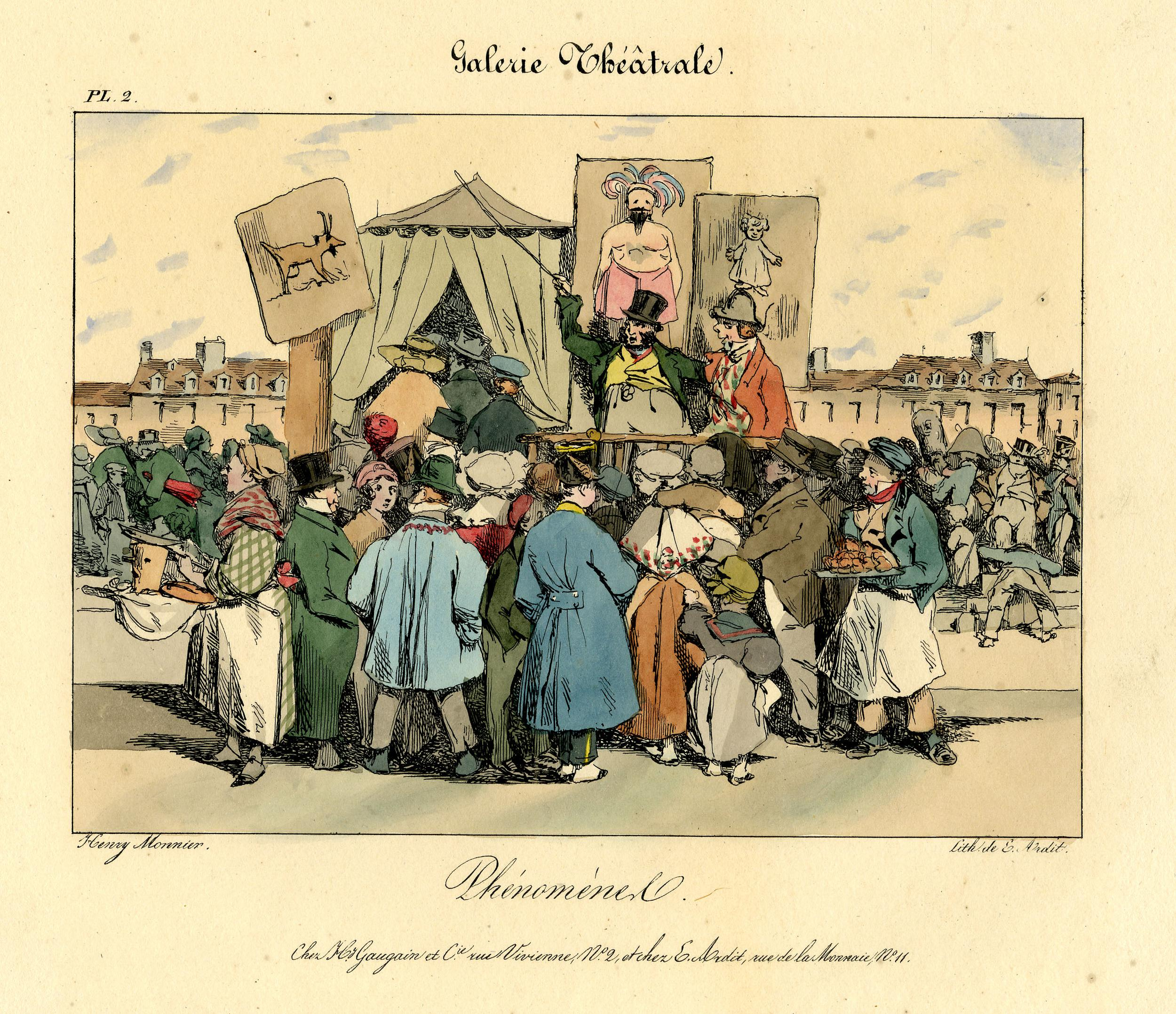
見世物小屋

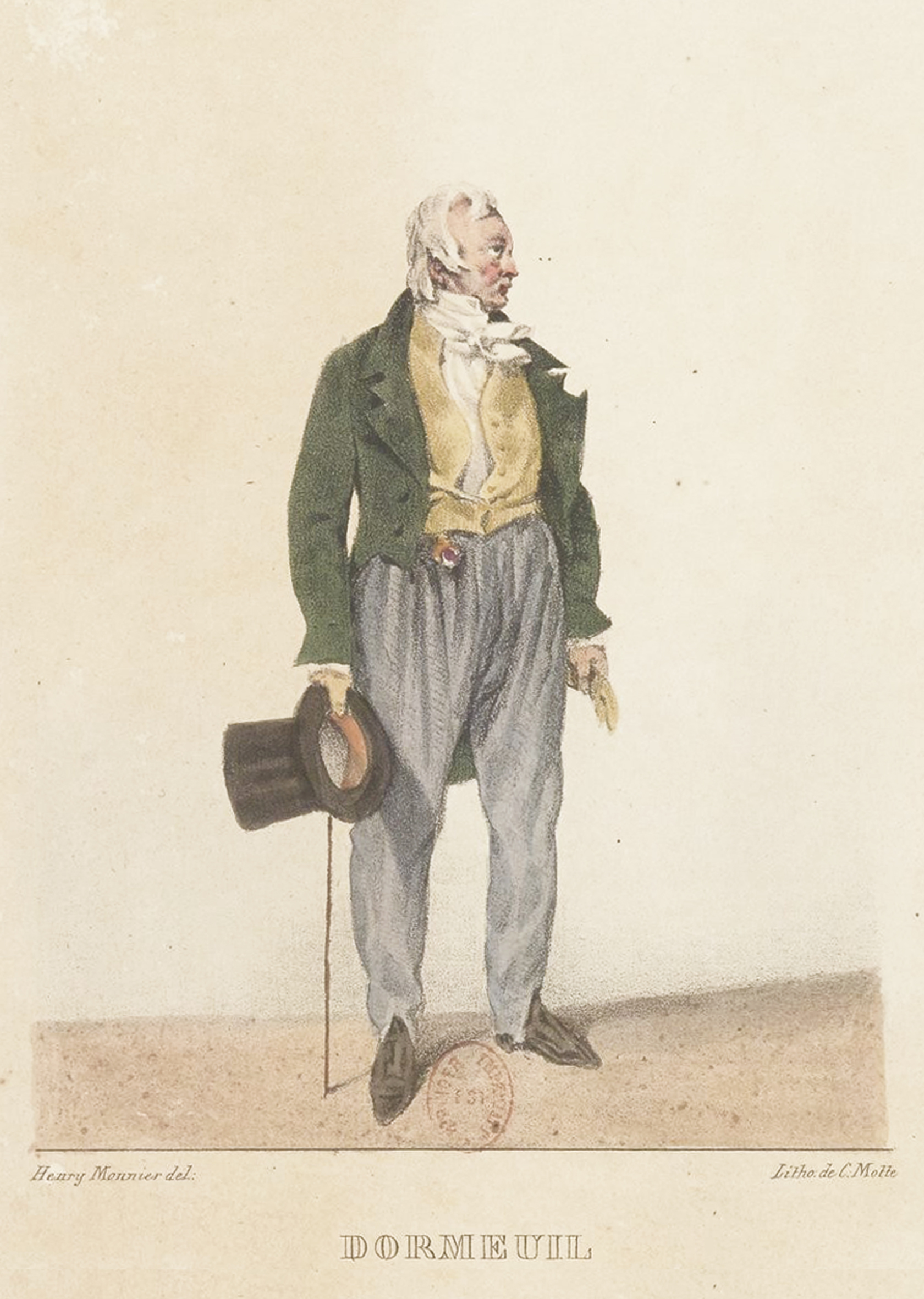
俳優の肖像画
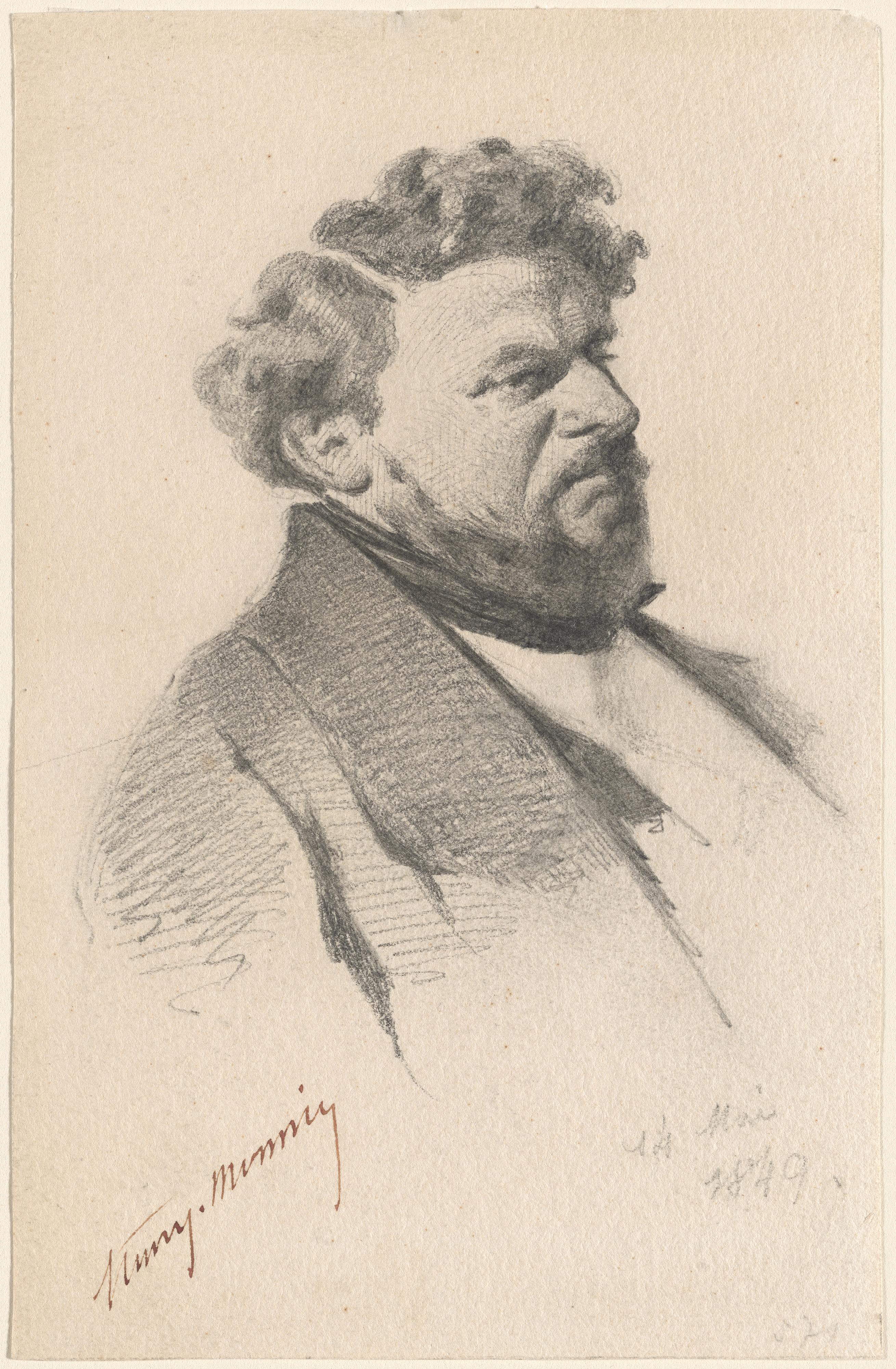